# オンファールの糸車
『オンファールの糸車』（オンファールのいとぐるま、Le Rouet d'Omphale ）作品31は、カミーユ・サン＝サーンスが作曲した交響詩。『オンファールの紡ぎ車』と表記されることもある

## 概要
サン＝サーンスは17歳のときフランツ・リストに出会い、以来2人は互いに深い尊敬を与えあっていた。30代後半から40代前半にかけてサン＝サーンスは、リストが創始した交響詩という楽曲形式に関心を抱き、有名な『死の舞踏』を含む4作の交響詩を作曲した。これらどの曲においても、知的で均整の取れた作風とオーケストレーションが遺憾なく発揮されているのを見ることができる。また、4曲のうち3曲までがギリシア神話に基づいて書かれていることは、サン＝サーンスの古典に対する教養の深さを物語るものとして注目される。
『オンファールの糸車』は、『ヘラクレスの青年時代』と同じくギリシア神話の英雄ヘラクレスの物語から題材をとったもので、4曲の交響詩の中で一番早く1871年（当時36歳）に作曲されている。2台ピアノ版が先に完成されて1871年12月7日にサン＝サーンスとアレクシス・ド・カスティヨンによって初演され、管弦楽版は1872年に完成し4月14日にコンセール・ポピュレールによって初演された。後にサン＝サーンスによってピアノ独奏版も作られている。
作品は1872年に出版され、オーギュスタ・オルメスに献呈された。オルメスはこの作品におけるオンファールのモデルとなったと言われており、2台ピアノ版の初演を担当する予定でもあった。
ヘラクレスは、ギリシア神話の主神ゼウスとアルゴス王の一人娘アルクメネーとの間に生まれた英雄で、名前から剛力無双の勇者を意味する代名詞のようになっている。しかし、ゼウスの妻ヘラの怒りを買い、何度か発狂し、妻子も殺したりもして、かなりの情緒不安定な英雄だった。この「オンファールの糸車」は、2度の殺人の償いとして、小アジアの女王オンファールの下で奴隷として働くヘラクレスを描いたものである。オンファールは、好んで男装をしていたといわれる容姿の美しい女性で、ヘラクレスはその魅力の虜になり、3年間この女王のご機嫌とりに汲々としていた。この曲は、そうしたヘラクレスの姿を借りて、女性の魅力を描いている。

## 構成
6/8拍子、イ長調。アンダンティーノ。演奏時間は約9分。
曲は3つの部分から構成されている。最初に、弱音器を付けた第1ヴァイオリンとフルートに、6連音符の細かな音型が現れる。これは女王オンファールの回す糸車を暗示するもので、中間部を除いて、全曲を通して現れる。さらに続いてフルートと第1ヴァイオリンが、挑発するようにオンファールの主題を奏する。
中間部は弦と管楽に男性的な主題が現れる。これはヘラクレスを現しており、作曲者によれば、「断ちがたい鎖に縛られてうめいたりするヘラクレスの姿を描いたもの」といっている。この男性的で力強い主題はやがて力を失い、オンファールの魅力に屈服する。
再び最初の部分が繰り返され、女性の力を暗示するかのように糸車の主題だけが残り、静かに曲を閉じる。